# Ogliastro
 Ogliastro  es una comuna y población de Francia, en la región de Córcega, departamento de Alta Córcega, en el distrito de Bastia y cantón de Sagro-di-Santa-Giulia.
Su población en el censo de 1999 era de 96 habitantes.
Está integrada en la Communauté de communes du Cap Corse .

## Demografía
| 206 | 218 | 146 | 100 | 78 | 96 |
| Para los censos de 1962 a 1999 la población legal corresponde a la población sin duplicidades (Fuente: INSEE [Consultar]) |     |     |     |    |    |

- Datos: Q1111250
- Multimedia: Ogliastro / Q1111250

1. ↑  Worldpostalcodes.org, código postal n.º 20217.
2. ↑  INSEE, Datos de población para el año 2012 de Ogliastro (en francés).